# Партия дела
Всероссийская политическая партия «Партия Дела» — официально зарегистрированная всероссийская политическая партия. Учреждена 31 октября 2012 года на учредительном съезде в Москве. Официально зарегистрирована 14 декабря 2012 года. Председатель Федерального Совета ВПП «Партия Дела» — Константин Бабкин. Ликвидирована решением Верховного суда в ноябре 2024 года. 

## История
- 22 сентября 2010 года группа экономистов и предпринимателей объявила о том, что в скором времени будет создана новая партия под названием «Партия Дела»[3].
- 14 октября 2010 года в Москве в гостиничном комплексе «Измайлово» состоялся учредительный съезд партии, на котором 160 делегатов из 51 региона России утвердили программу и устав партии[4].
- 10 ноября 2010 года — прошла первая учредительная конференция регионального отделения партии, в республике Башкортостан[5]. К 1 декабря региональные отделения были сформированы в 42 регионах России[6], что достаточно для обретения статуса всероссийской политической партии.
- 27 декабря 2010 года — партия подала документы для регистрации в Министерство юстиции[7].
- В феврале 2011 года партии было отказано в регистрации. Решение Минюста было обжаловано в суде[8].
- 31 октября 2012 года делегаты региональных отделений России вновь провели Учредительный съезд, на котором было принято решение о создании Всероссийской политической партии «Партия Дела», а также Устава, Программы партии[9].
- 5 марта 2015 года члены партии провели II съезд с целью принятия новых членов в Федеральный Совет, принятия новой редакции программы, а также обсуждения развития регионов Нечерноземья. Съезд был проведён в г. Кострома.
- В 2016 году члены ПАРТИИ ДЕЛА по результатам выборов в Думу Спасского муниципального района Приморского края получили больше мандатов, чем представители «Единой России»[10].
- 27 ноября прошёл IV Съезд ПАРТИИ ДЕЛА, на котором делегаты поддержали включение новых управленцев в руководящие органы партии[11].

### Акции
- 12 октября 2010 года возле здания Министерства сельского хозяйства России состоялся пикет против сокращения дотаций сельскому хозяйству. В пикете приняло участие 20 человек[12].
- 3 ноября 2010 года там же состоялся пикет против вступления России в ВТО. Активисты партии пообещали, что будут проводить митинги каждую среду, пока министр сельского хозяйства Елена Скрынник не признает решение о понижении аграрных дотаций до уровня ВТО ошибочным[13]. С тех пор пикеты на эту тему проходят почти каждую неделю. На одном из них поддержку митингующим выразили даже сотрудники Минсельхоза[14][15].
- 7 декабря 2010 года стартовала акция «Бензин за 15 рублей» — требование снизить цены на энергоносители до приемлемого уровня[16].
- 4 апреля 2012 года в здании Торгово-Промышленной Палаты России состоялся запуск процесса регистрации референдума по вопросу присоединения России к ВТО — первое заседание оргкомитета и заседание Московской региональной подгруппы. На заседании региональной подгруппы, которое состоялось в здании Торгово-промышленной палаты в Москве, присутствовали более 300 человек. Инициаторами выступили общественная организация «Русский народный собор», «Профсоюз граждан России», Межрегиональная Общественная Организация «ВЕЧЕ» и «Партия Дела»[17]. 13 апреля Центризбирком РФ счёл невозможным проведение в России референдума о присоединении страны к Всемирной торговой организации[18][19].

## Идеология
Идеология — «левый» патриотизм.

Наша идеология проста и понятна: нам нужна устремлённая вперёд держава, и для этого мы хотим видеть справедливо устроенное общество с работающими социальными лифтами. Нам обязательно нужны свобода и демократия в РФ, и страна должна двигаться вперёд на основе развития реального сектора экономики и высоких технологий.
— Константин Бабкин о программе «Партии Дела». (Цит. по редакционной статье «"Партия Дела": правительство продолжает безумную экономическую политику» информационного агентства «REGNUM», 24.10.2018.)
Идеология «Партии Дела» во многом базируется на положениях, изложенных в монографии Константина Бабкина «Разумная промышленная политика, или Как нам выйти из кризиса» (— М.: 2008. — ISBN 978-5-9901585-1-1). В книге описываются варианты оздоровления российской экономики.

## Программа
Своих программных целей партия намерена добиваться демократическими методами, включая участие в президентских и парламентских выборах, а также выборах в местные органы власти.

### Внутренняя политика
1. Реформа судебной системы.
2. Установление адекватной ответственности за нарушение прав частной собственности.
3. Развитие гражданского общества.
4. Установление минимального порога явки на выборах, возвращение выборности глав субъектов РФ.

В социальной сфере:
1. Подъём уровня жизни в стране, подъём уровня производительности труда и качества товаров и услуг.
2. Снижение уровня преступности.
3. Пропаганда семейных ценностей, повышение рождаемости в России.
4. Повышение уровня эффективности медицинского, социального и пенсионного обеспечения.
5. Реформа спортивных структур, обучение и государственная аттестация тренеров, персональная ответственность руководителей спортивных органов за результаты.

В области культуры:
1. Содействие «формированию высокого эстетического вкуса», установлению «ориентиров в обществе для творческой самореализации личности на благо интересов общества», а также «воспитанию молодёжи в духе нравственности, морали и любви к Родине», в том числе через общественный контроль вопросов нравственности и морали в СМИ и учреждениях образования.
2. Поддержка культуры и искусства за счёт налоговых льгот и государственного заказа.
3. Введение персональной ответственности местных властей за сохранение и содержание объектов культурного наследия.

В области образования:
1. Повышение качества среднего образования.
2. Развитие системы дополнительного образования.
3. Повышение доступности высшего образования.
4. Остановка оттока квалифицированных кадров за рубеж.

В области экономики:
1. Налоговая реформа: увеличение налогов, связанных с экспортом природных ресурсов, уменьшение налогов на обрабатывающую промышленность и ликвидация налогов на высокотехнологичное производство, импортозамещающее производство и производство экспортной продукции; установление налоговых льгот и дотаций на обновление основных фондов предприятий; введение налога на роскошь;
2. Снижение тарифов на энергоресурсы для внутренних потребителей.
3. Развитие дорожной инфраструктуры.
4. Установление государственной поддержки экспорта из России высокотехнологичной продукции.
5. Воспитание «патриотизма местного потребителя» и «патриотизма местного производителя».
6. Возврат в экономику России вложенных государством средств в иностранные ценные бумаги.
7. Переход на добычу полезных ископаемых в других странах и на спорных территориях, уменьшая её на своей.
8. Проведение внешней политики с учётом интересов российских производителей-экспортёров.
9. Установление политики экономического протекционизма.
10. Упрощение импорта товаров из ближнего зарубежья в Россию и экспорта товаров туда из России.

Внутреннее производство — это основной источник роста. Для того чтобы экономика страны росла, страна должна больше производить. Чем она больше производит простых вещей, тем больше у неё шансов начать производить сложные вещи. По-другому никак. Когда рынок открыт настежь и при этом наше внутреннее производство лишено экспортных возможностей, источник роста внутреннего производства совершенно непонятен.
— Андрей Бережной об экономической программе «Партии Дела». (Цит. по редакционной статье «"Партия Дела": правительство продолжает безумную экономическую политику» информационного агентства «REGNUM», 24.10.2018.)
В области государственного аппарата:
1. Сделать государственного служащего подотчётным обществу, в том числе через систему рассмотрения жалоб на их деятельность.
2. Сделать государственного служащего лично ответственным за результаты деятельности в подведомственной ему сфере.
3. Борьба с неэффективностью использования государственных средств.
4. Повышение зарплат государственным служащим и сокращение их количества.

В сфере Вооружённых сил:
1. Переход на компактную, контрактную, боеспособную армию.
2. Оснащение армии передовыми средствами вооружения.

В области экологии:
1. Усиление экологического контроля со стороны государства и общества.
2. Создание комфорта в городском и сельском проживании, благоустройство дворов, оборудование мест отдыха для молодёжи, пенсионеров и детей.
3. Содействие развитию лесничеств, охотничьих и рыболовецких хозяйств.

Нет в России никаких политических проблем, кроме промышленной политики. Будем мы заниматься промышленностью или нет — вот главный реальный политический вопрос.
— Член Федерального совета «Партии Дела» Юрий Крупнов. (Цит. по материалу Информационно-аналитической службы «Русская народная линия», 24.04.2016.)

### Внешняя политика
1. Стимулирование переселения людей из стран бывшего СССР в Россию.
2. Усиление роли России на международной арене.
3. Популяризация культурных и нравственных российских ценностей за рубежом, популяризация российского образа жизни и мышления.
4. Участие в мировом разделении труда на взаимовыгодных условиях взаимного открытия рынков в интересующих отраслях.
5. Поддержка демократической оппозиции в тех странах, «где она не идёт вразрез с интересами своего народа».
6. Содействие в развитии международного туризма в России.

Наша генеральная идея, если её выражать в двух словах, состоит в том, что надо создать условия для развития реального производства в России, то есть сельскохозяйственного производства, машиностроения, науки, всех тех видов реального бизнеса, реального производства, которыми славилась Россия ещё 20 лет назад. Авиастроение, судостроение и так далее. Я считаю, что без того, чтобы были здесь рабочие места, без того, чтобы люди видели перспективу, нормальная жизнь невозможна.
— Константин Бабкин о программе «Партии Дела». (Цит. по материалу Радио "Свобода", 06.09.2011.)

## Руководство
Руководство партией осуществляет Федеральный политический совет в составе:
- Константин Бабкин — Председатель Федерального Совета
- Алексей Лапушкин — Секретарь Федерального Совета
- Юрий Крупнов
- Владимир Евсюков
- Максим Калашников[25]

## Региональное представительство
Партия имеет представительство в законодательном органе Республики Алтай, а также на муниципальном уровне в Приморском и Забайкальском краях, Республике Алтай, Сахалинской, Иркутской, Новосибирской и Архангельской областях.
Обладает большинством в некоторых муниципальных районах Приморского края, Забайкальского края, Архангельской области.

## Мнения

### Поддержка
- В 2010 году политолог Александр Мамитов считал, что партия может перетянуть электорат «Правого дела», а её создание «выведет Бабкина на новый уровень взаимоотношений с чиновниками»[31].
- В 2017 году политолог Александр Кынев отмечал, что на выборах в Сахалинской области и Республике Алтай списки партии были «довольно сильные. В Сахалинской области среди лидеров „Партии Дела“ — бывший вице-спикер областной думы, бывший ректор университета, целый ряд авторитетных лидеров в городах и районах. Что касается Горного Алтая, то Владимир Петров в 2014 г. занял второе место на выборах главы региона»[32].

### Критика
- Президент фонда «Петербургская политика» Михаил Виноградов не видит у партии каких-либо перспектив[33], хотя признаёт, что у неё есть электоральная база[31].
- Президент «Института национальной стратегии» Станислав Белковский считает, что «одна партия из новых, которые пытаются сейчас зарегистрироваться, может быть зарегистрирована для того, чтобы снять вопрос о принципиальной невозможности зарегистрировать партию в России». «Скорее всего, это будет та организация, у которой нет совсем никаких шансов, самая слабая и бесперспективная». «„Партия Дела“?» — по сообщению «Нового региона», уточнили журналисты[34].

## Факты

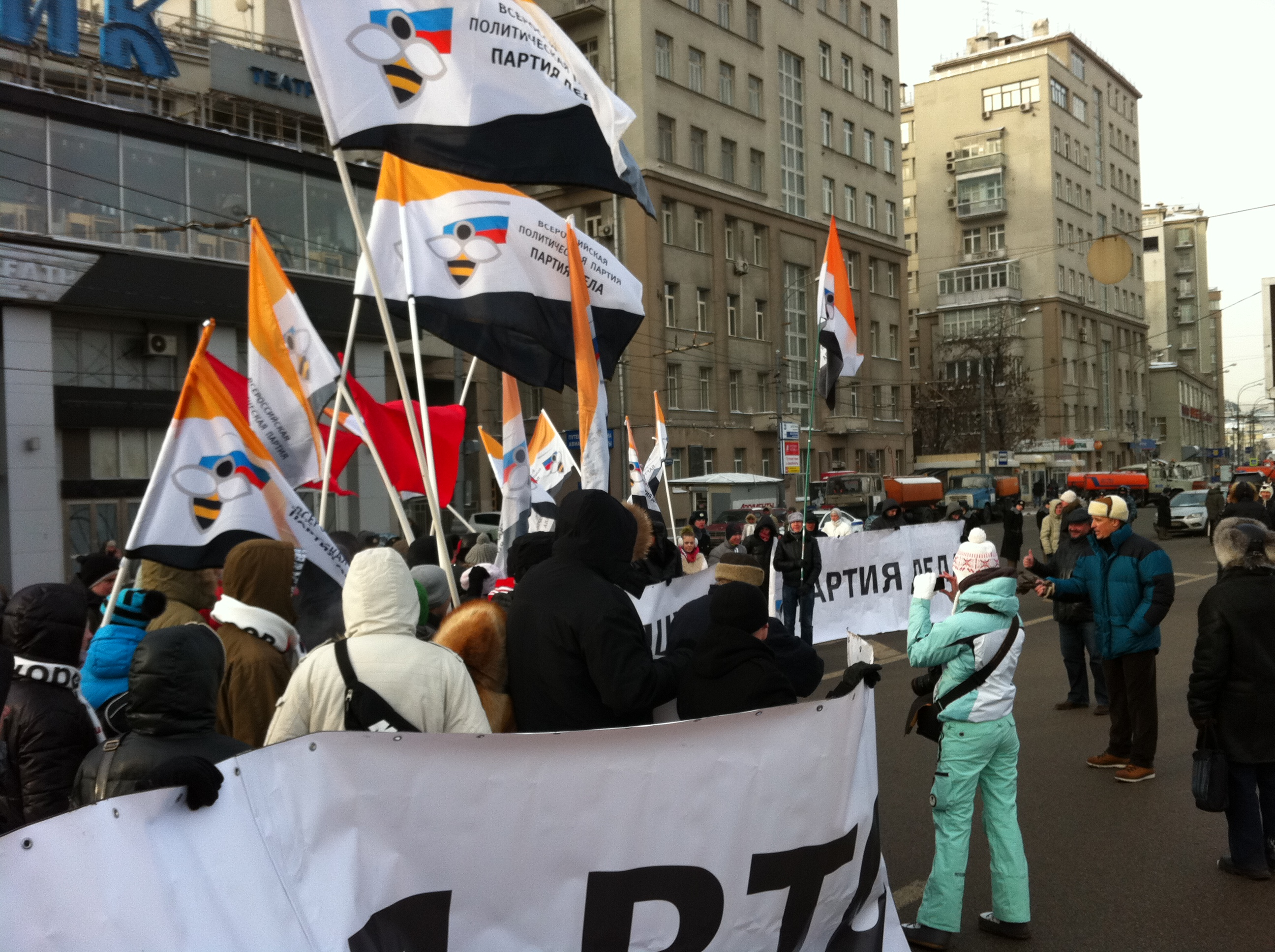
Колонна Партии Дела на протестном митинге. Болотная площадь, 04.02.2012

- В первоначальной редакции символом «Партии Дела» являлась пчела, так как она, по словам руководителей партии, символ трудолюбия.
- В 2016 году «Партия Дела» в кооперации с веб-студией Netlab представила свой обновлённый сайт, где фундаментально пересмотрен формат взаимодействия с аудиторией через интернет.
- С 2018 года «Партия Дела» вместе с Издательским домом «Комсомольская правда» проводят ежегодный фотоконкурс «Лица труда», цель которого — «раскрыть тему уважения к труду человека, к рабочей и инженерной профессии»[35][36][37].
- С 2019 года Алексей Лапушкин является постоянным гостем Youtube-канала «ГлавТема Народ»[38].